# Puerto Lumbreras
Puerto Lumbreras est une commune espagnole située dans la région de Murcie. La population s'élève à 15 780 habitants en 2020.

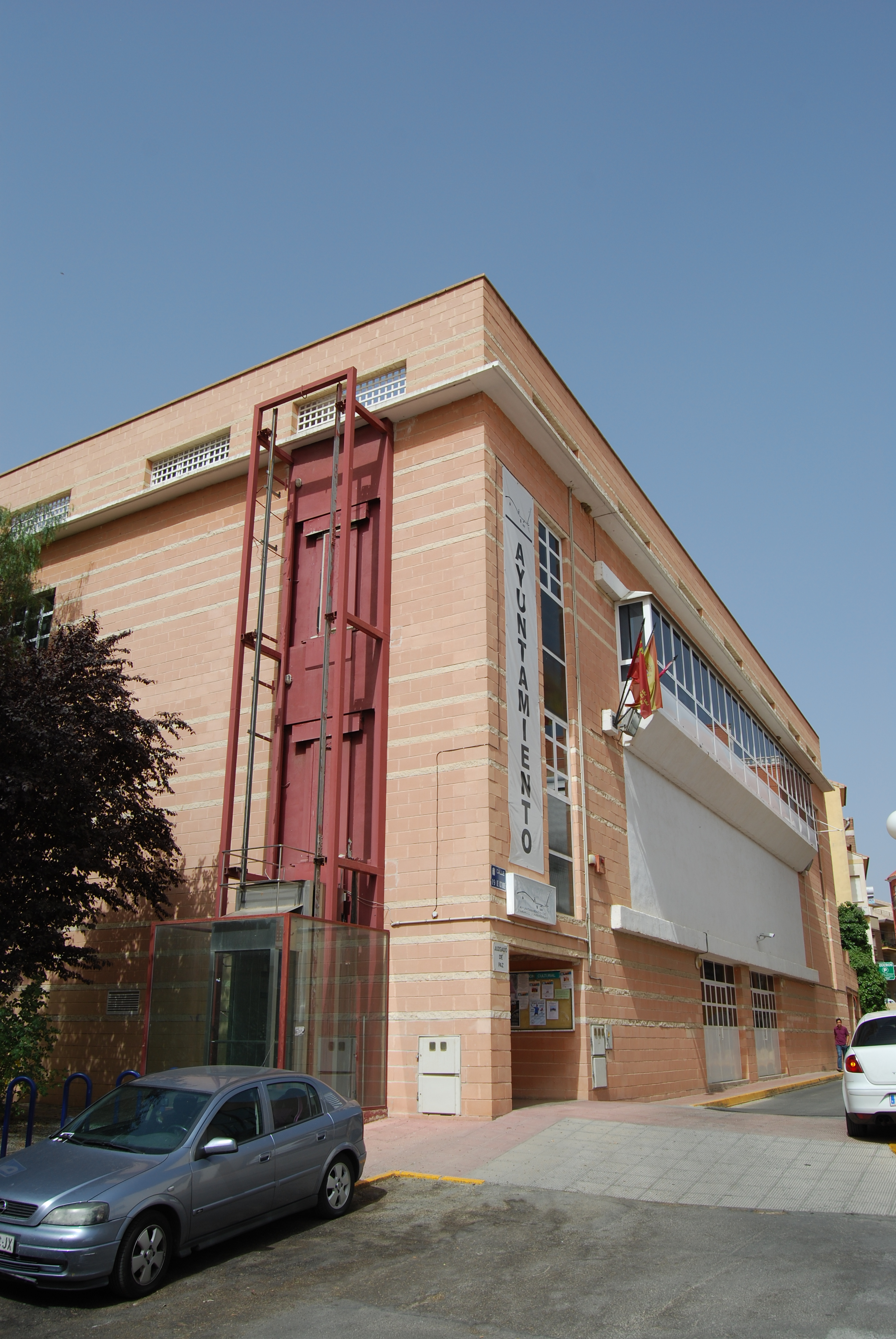
La mairie

## Géographie
Elle s'étend sur 144,8 km2 dans l'extrême sud-ouest de la région et est limitrophe de l'Andalousie.

## Histoire
Le 19 octobre 1973 une forte crue touche la ville ; un grand nombre d'habitations sont détruites et près de 90 personnes trouvent la mort. La ville restée fortement marquée par la catastrophe abrite un mémorial en l'honneur des victimes.

## Zone archéologique
- Site archéologique de Cañada de Alba
- Site archéologique de Loma del Tío Ginés
- Site archéologique de Peñas de Béjar
- Site archéologique de Vilarda
- Site paléontologique de la cueva del Rayo